# Tello Téllez de Meneses

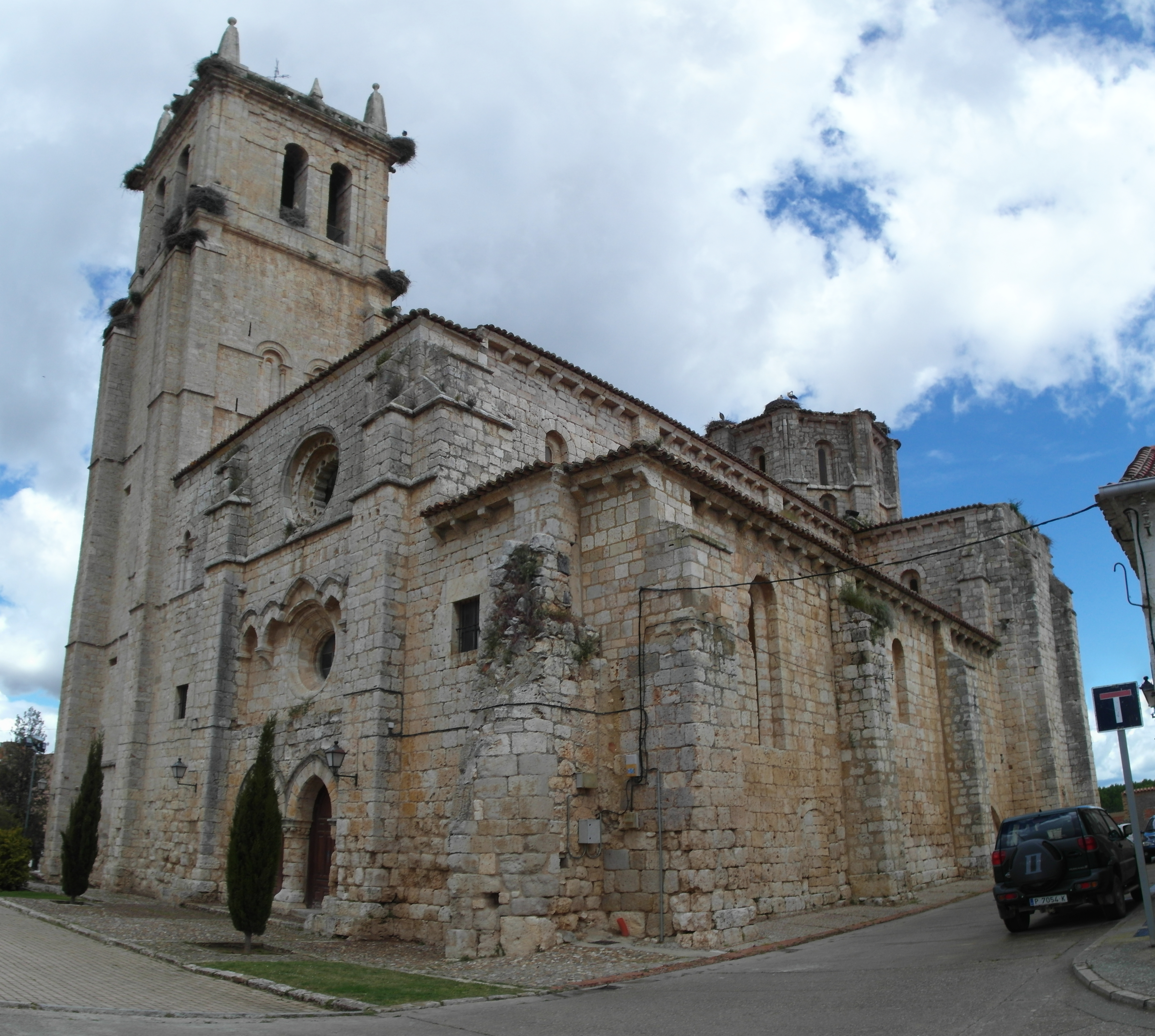
Església de Santa María La Mayor de Villamuriel construïda per ordre del bisbe.

Tello Téllez de Meneses fou bisbe de Palència, Regne de Castella, des del 1208 fins al 1247. L'any 1208 fundà l'Estudio General de Palencia, a instàncies i amb el suport del rei Alfons VIII de Castella. Consta que va participar en la batalla de Las Navas de Tolosa al capdavant d'un cos de soldats. Fou oncle de Sant Telm, a qui convidà a estudiar a la universitat. També participà en el IV Concili del Leterà. A Palència trobem amb el seu nom la fundació cultural Institució Tello Téllez de Meneses.